# Idiopsar
Idiopsar är ett litet fågelsläkte i familjen tangaror inom ordningen tättingar. Släktet omfattar traditionellt endast arten talustangara (Idiopsar brachyurus) med utbredning i sydvästra Sydamerika. DNA-studier visar dock att glaciärtangaran (Diuca speculifera) är en nära släkting och inkluderas numera ofta i släktet, alternativt placeras i det egna släktet Chionodacryon. Även de två före detta Phrygilus-arterna vitstrupig tangara och sadeltangara inkluderas vanligen i Idiopsar, medan vissa särskiljer dem i släktet Ephippiospingus.